# Lockoneco Lockoneco
Lockoneco Lockoneco, indonezijski lokostrelec, * 19. marec 1978.
Sodeloval je na lokostrelskem delu poletnih olimpijskih igrah leta 2004, kjer je osvojil 45. mesto v individualni konkurenci.